# (38252) 1999 RM6
1999 RM6 (asteroide 38252) é um asteroide da cintura principal. Possui uma excentricidade de 0.15492390 e uma inclinação de 1.33628º.
Este asteroide foi descoberto no dia 3 de setembro de 1999 por Spacewatch em Kitt Peak.